# Championnats d'Afrique d'athlétisme 1988
Navigation
Les 5es Championnats d'Afrique d'athlétisme ont eu lieu du 29 août au 2 septembre 1988 au Stade du 19 mai 1956 de Annaba, en Algérie. La compétition, organisée par la Confédération africaine d'athlétisme, réunit 341 athlètes issus de 30 pays.

## Résultats

### Hommes
| Épreuve               | Or                                                                            | Argent                                                                                          | Bronze                                                                                                  |
| --------------------- | ----------------------------------------------------------------------------- | ----------------------------------------------------------------------------------------------- | --- |
| 100 mètres            | John Myles-Mills 10 s 25                                                      | Charles-Louis Seck 10 s 29                                                                      | Iziak Adeyanju 10 s 34                                                                                  |
| 200 mètres            | Davidson Ezinwa 20 s 97                                                       | Emmanuel Tuffour 21 s 00                                                                        | Mustapha Kamel Selmi 21 s 21                                                                            |
| 400 mètres            | Innocent Egbunike 45 s 43                                                     | Gabriel Tiacoh 45 s 86                                                                          | Moses Ugbisie 46 s 04                                                                                   |
| 800 mètres            | Babacar Niang 1 min 46 s 99                                                   | Getahun Ayana 1 min 47 s 46                                                                     | Ahmed Belkessam 1 min 47 s 49                                                                           |
| 1 500 mètres          | Getahun Ayana 3 min 42 s 77                                                   | Mahmoud Kalboussi 3 min 43 s 44                                                                 | Mustapha Lachaal 3 min 43 s 48                                                                          |
| 5 000 mètres          | Brahim Boutayeb 13 min 49 s 69                                                | Haji Bulbula 13 min 50 s 08                                                                     | Mohamed Issangar 14 min 02 s 25                                                                         |
| 10 000 mètres         | Brahim Boutayeb 28 min 55 s 28                                                | Haji Bulbula 29 min 04 s 65                                                                     | Mohamed Choumassi 29 min 30 s 59                                                                        |
| Marathon              | Dereje Nedi 2 h 27 min 51                                                     | Allaoua Khélil 2 h 28 min 11                                                                    | Kebede Balcha 2 h 29 min 04                                                                             |
| 3000 mètres steeple   | Azzedine Brahmi 8 min 26 s 56                                                 | Abdelaziz Sahere 8 min 27 s 30                                                                  | Kamel Benlakhlef 8 min 38 s 21                                                                          |
| 110 mètres haies      | Noureddine Tadjine 14 s 33                                                    | Marcellin Dally 14 s 35                                                                         | Zouhair Khazine 14 s 46                                                                                 |
| 400 mètres haies      | Amadou Dia Bâ 48 s 81                                                         | Henry Amike 49 s 36                                                                             | Hamadou Mbaye 50 s 27                                                                                   |
| Saut en hauteur       | Boubacar Guèye 2,16 m                                                         | Paul Ngadjadoum 2,16 m                                                                          | Fred Salle 2,13 m                                                                                       |
| Saut à la perche      | Choukri Abahnini 4,90 m                                                       | Mejdi Drine 4,80 m                                                                              | Samir Agsous 4,80 m                                                                                     |
| Saut en longueur      | Yusuf Alli 7,78 m                                                             | Fred Salle 7,53 m                                                                               | Lotfi Khaïda 7,51 m                                                                                     |
| Triple saut           | António Santos 16,43 m                                                        | Lotfi Khaïda 16,22 m                                                                            | Fethi Khelid Aboud 16,00 m                                                                              |
| Lancer de poids       | Ahmed Mohamed Ashoush 19,40 m                                                 | Ahmed Kamel Shata 19,00 m                                                                       | Adewale Olukoju 17,70 m                                                                                 |
| Lancer de disque      | Adewale Olukoju 62,12 m                                                       | Hassan Ahmed Hamad 55,94 m                                                                      | Yacine Louail 47,72 m                                                                                   |
| Lancer de marteau     | Hakim Toumi 69,06 m                                                           | Djamel Zouiche 63,92 m                                                                          | Sherif Farouk El Hennawi 59,28 m                                                                        |
| Lancer du javelot     | Justin Arop 74,52 m                                                           | Tarek Chaabani 67,50 m                                                                          | Samir Ménouar 64,62 m                                                                                   |
| Décathlon             | Mahmoud Aït Ouhamou 7160 pts                                                  | Mourad Mahour Bacha 7128 pts                                                                    | Abdennacer Moumen 7051 pts                                                                              |
| 20 km marche          | Mohamed Bouhalla 1 h 27 min 43                                                | Abdelwahab Ferguène 1 h 34 min 07                                                               | Arezki Boumrar 1 h 41 min 46                                                                            |
| Relais 4 × 100 mètres | Nigeria Olapade Adeniken Iziak Adeyanju Davidson Ezinwa Chidi Imoh 39 s 27    | Ghana Eric Akogyiram Nelson Boateng John Myles-Mills Emmanuel Tuffour 39 s 44                   | Sénégal Charles-Louis Seck Joseph Diaz Ibrahima Tamba Hamidou Mbaye 39 s 66                             |
| Relais 4 × 400 mètres | Éthiopie Achalew Tesfaye Baro Worku Bach Ojulu Alemayehu Gudeta 3 min 07 s 11 | Côte d'Ivoire Akissi Simon Kpidi Lancine Fofana Anatole Zongo Kuyo Gabriel Tiacoh 3 min 08 s 45 | Burundi Charles Nkazamyampi Soter Bimenyimana Cyprien Rugerinyange Pierre-Claver Nyabenda 3 min 09 s 11 |

### Femmes
| Épreuve               | Or                                                                          | Argent                                                                              | Bronze                                                                         |
| --------------------- | --------------------------------------------------------------------------- | ----------------------------------------------------------------------------------- | ------------------------------------------------------------------------------ |
| 100 mètres            | Mary Onyali 11 s 25                                                         | Falilat Ogunkoya 11 s 51                                                            | Lalao Ravaonirina 11 s 54                                                      |
| 200 mètres            | Falilat Ogunkoya 23 s 33                                                    | Martha Appiah 23 s 72                                                               | Veronica Bawuah 24 s 35                                                        |
| 400 mètres            | Airat Bakare 52 s 15                                                        | Célestine N'Drin 52 s 77                                                            | Mercy Addy 52 s 88                                                             |
| 800 mètres            | Hassiba Boulmerka 2 min 06 s 16                                             | Maria Mutola 2 min 06 s 55                                                          | Sheila Seebaluck 2 min 08 s 26                                                 |
| 1 500 mètres          | Hassiba Boulmerka 4 min 12 s 14                                             | Fatima Aouam 4 min 12 s 57                                                          | Getenesh Urge 4 min 17 s 61                                                    |
| 3 000 mètres          | Fatima Aouam 8 min 59 s 19                                                  | Josiane Boullé 9 min 14 s 37                                                        | Tigist Moreda 9 min 15 s 92                                                    |
| 10 000 mètres         | Marcianne Mukamurenzi 33 min 03 s 98                                        | Hassania Darami 33 min 41 s 75                                                      | Malika Benhabylès 35 min 41 s 80                                               |
| 100 mètres haies      | Maria Usifo 13 s 71                                                         | Dinah Yankey 13 s 94                                                                | Yasmina Azzizi 14 s 08                                                         |
| 400 mètres haies      | Maria Usifo 56 s 74                                                         | Ruth Kyalisima 57 s 32                                                              | Marie Womplou 57 s 60                                                          |
| Saut en hauteur       | Lucienne N'Da 1,80 m                                                        | Constance Senghor 1,68 m                                                            | Salimata Coulibaly 1,68 m                                                      |
| Saut en longueur      | Juliana Yendork 5,70 m                                                      | Néné Sangharé 5,68 m                                                                | Fatou Tambédou 5,56 m                                                          |
| Lancer de poids       | Hanan Ahmed Khaled 15,02 m                                                  | Souad Malloussi 14,85 m                                                             | Jeanne Ngo Minyemeck 13,92 m                                                   |
| Lancer de disque      | Grace Apiafi 50,60 m                                                        | Hanan Ahmed Khaled 47,58 m                                                          | Zoubida Laayouni 47,50 m                                                       |
| Lancer du javelot     | Yasmina Azzizi 48,82 m                                                      | Samia Djémaa 45,74 m                                                                | Schola Mujawamaria 44,86 m                                                     |
| Heptathlon            | Yasmina Azzizi 5740 pts                                                     | Marie-Lourdes Ally Samba 4821 pts                                                   | Huda Hashem Ismail 4289 pts                                                    |
| 5 km marche           | Sabiha Mansouri 25 min 51 s 70                                              | Dalila Frihi 27 min 06 s 20                                                         | Kheïra Sadat 29 min 19 s 30                                                    |
| Relais 4 × 100 mètres | Ghana Veronica Bawuah Dinah Yankey Mercy Addy Martha Appiah 44 s 68         | Côte d'Ivoire Alimata Kone Louise Kore Marie Womplou Patricia Ziga Foufoue 45 s 59  | Sénégal Aida Diop Ndeye Aminata Niang Aissatou Tandian Nene Sanghare 46 s 45   |
| Relais 4 × 400 mètres | Ouganda Jane Ajilo Ruth Kyalisima Grace Buzu Farida Kyakutema 3 min 37 s 74 | Côte d'Ivoire Marie Womplou Alimata Kone Louise Kore Celestine N'Drin 3 min 38 s 30 | Maroc Fatima Aouam Nezha Bidouane Chadia Moubtakir Fatima Najjam 3 min 50 s 25 |

## Tableau des médailles
| Rang | Nation        | Or | Argent | Bronze | Total |
| ---- | ------------- | -- | ------ | ------ | ----- |
| 1    | Nigeria       | 11 | 2      | 3      | 16    |
| 2    | Algérie       | 10 | 7      | 11     | 28    |
| 3    | Maroc         | 3  | 4      | 7      | 14    |
| 4    | Ghana         | 3  | 4      | 2      | 9     |
| 5    | Sénégal       | 3  | 3      | 4      | 10    |
| 6    | Éthiopie      | 3  | 3      | 3      | 9     |
| 7    | Égypte        | 2  | 3      | 2      | 7     |
| 8    | Ouganda       | 2  | 1      | 1      | 4     |
| 9    | Côte d’Ivoire | 1  | 6      | 2      | 9     |
| 10   | Tunisie       | 1  | 3      | 0      | 4     |
| 11   | Rwanda        | 1  | 0      | 0      | 1     |
| 11   | Angola        | 1  | 0      | 0      | 1     |
| 13   | Maurice       | 0  | 2      | 1      | 3     |
| 14   | Cameroun      | 0  | 1      | 2      | 3     |
| 15   | Mozambique    | 0  | 1      | 0      | 1     |
| 15   | Tchad         | 0  | 1      | 0      | 1     |
| 17   | Madagascar    | 0  | 0      | 1      | 1     |
| 17   | Libye         | 0  | 0      | 1      | 1     |
| 17   | Burundi       | 0  | 0      | 1      | 1     |